# Топанов, Александр Михайлович
Алекса́ндр Миха́йлович Топа́нов (10 октября 1903 года, Усть-Фыркал, Енисейская губерния — 10 января 1959, Алупка, Крымская область) — хакасский поэт и драматург. Один из зачинателей хакасской литературы.

## Биография
Александр Топанов родился 27 сентября (10 октября по н. ст.) 1903 года в аале Усть-Фыркал (ныне Ширинский район Хакасии).
Окончил сельскую школу и Красноярскую духовную семинарию. Поступил в Иркутский университет, но из-за событий Гражданской войны не смог его окончить.
Работал учителем в школе и педагогическом училище. С 1927 года работал в Москве в Совете национальных меньшинств.
С 1931 по 1947 годы был актёром и первым художественным руководителем Хакасского национального театра. В 1948 году переехал в Крым.

## Творчество
Топанов является автором пьес «Бабий бунт» (Хаттар утии), «С грамотой без нужды» (Ӱгредігліг чобағ чох), «От ружья к трактору» (Мылтыхтаң тракторзар), «Чертополох», «Классовые враги». В 1928 году написал первый в хакасской литературе поэтический сборник «Книга песен», за которым последовал сборник «Красная степь». Ему же принадлежит первая хакасская музыкальная комедия «Одураченный Хорхло» (Алаахтыртхан Хорхло).
Топанов известен как один из создателей хакасской письменности, автор первого хакасского букваря и переводчик русской поэзии на хакасский язык.

## Память
Имя А. М. Топанова носит Хакасский национальный драматический театр в Абакане.